# لمینت تزئینی

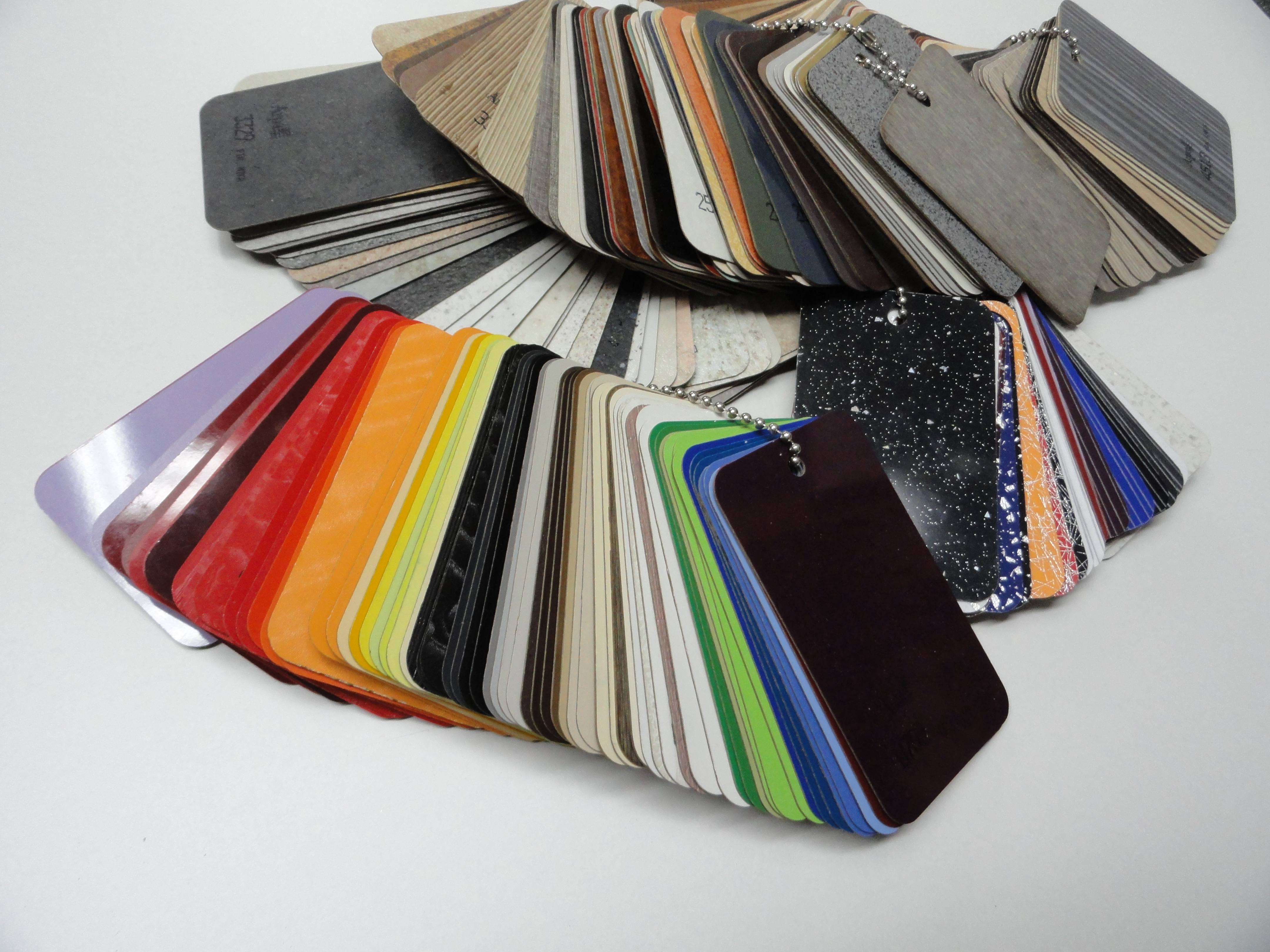
نمونه‌هایی از لمینت تزئینی در طرح‌های مختلف.

لمینیت فشار بالا (به انگلیسی: high-pressure laminates یا HPL) نام صفحاتی می‌باشد که از ترکیب لایه‌های سلولز آغشته به رزین فنولی ساخته شده‌است که تحت حرارت بالا و فشار (در حدود ۸۰ تا ۱۴۰ بار) متصل می‌شوند.

#### لایه‌های مختلف به شرح زیر می‌باشند:[۱]
- لایه روکش: به منظور بهبود سایش، خراش و مقاومت در برابر حرارت است.
- لایه تزئینی: به منظور تزئین و از کاغذ رنگی یا چاپی تشکیل شده‌است.
- لایه کرافت: به عنوان مواد اصلی و به منظور ضخامت محصول.

## کاربرد
لمینیت فشار بالا دارای تنوع رنگ و اندازه‌های مختلفی است و با توجه به مقاومت آن، انتخاب مناسبی برای سطوح افقی از جمله کفپوش می‌باشد.